# Kristdemokraterna
De Kristdemokraterna (KD) (Zweeds voor 'De Christendemocraten') is een Zweedse politieke partij. De partij is opgericht in 1964, maar veroverde pas in 1985 haar eerste parlementszetel via een verkiezingsalliantie met de Centerpartiet. Sinds 2022 is de partij vertegenwoordigd in de Zweedse regering van de liberaal-conservatieve premier Ulf Kristersson. Eerder regeerden de christendemocraten mee in de periodes 1991–1994 en 2006–2014. Tussen 2004 en 2019 maakte de partij deel uit van de Allians för Sverige.
De partij krijgt vooral steun van de evangelische genootschappen in Zweden, daar bekend onder de naam ‘vrije kerken’ (baptisten, methodisten en de leden van de Pinksterbeweging). Ook gelijkgestemde lutheranen behoren tot het kiezerspubliek. Veel van deze mensen zijn te vinden in Småland, waar de partij dan ook op haar sterkst is.

## Geschiedenis

### De lange weg naar de Riksdag (1964-1985)
In 1963 wil de Zweedse regering godsdienstonderwijs op school zo veel mogelijk bannen. Ondanks verzet van christelijke groeperingen en een petitie met meer dan twee miljoen handtekeningen, wordt de beslissing toch doorgezet. Het sterkt wie campagne voert tegen de regering alleen maar in het geloof dat Zweden nood heeft aan een christendemocratische partij. In die zin verschilt de partij van andere Europese christendemocratische partijen als het Nederlandse CDA en de Belgische partij CD&V. Die hebben beiden een geschiedenis die teruggaat tot de 19de eeuw en vertegenwoordigen sindsdien een sociaal conservatieve stroming in hun land. In Zweden is het de bedoeling om de rechten van religieuze minderheidsgroepen de verdedigen.

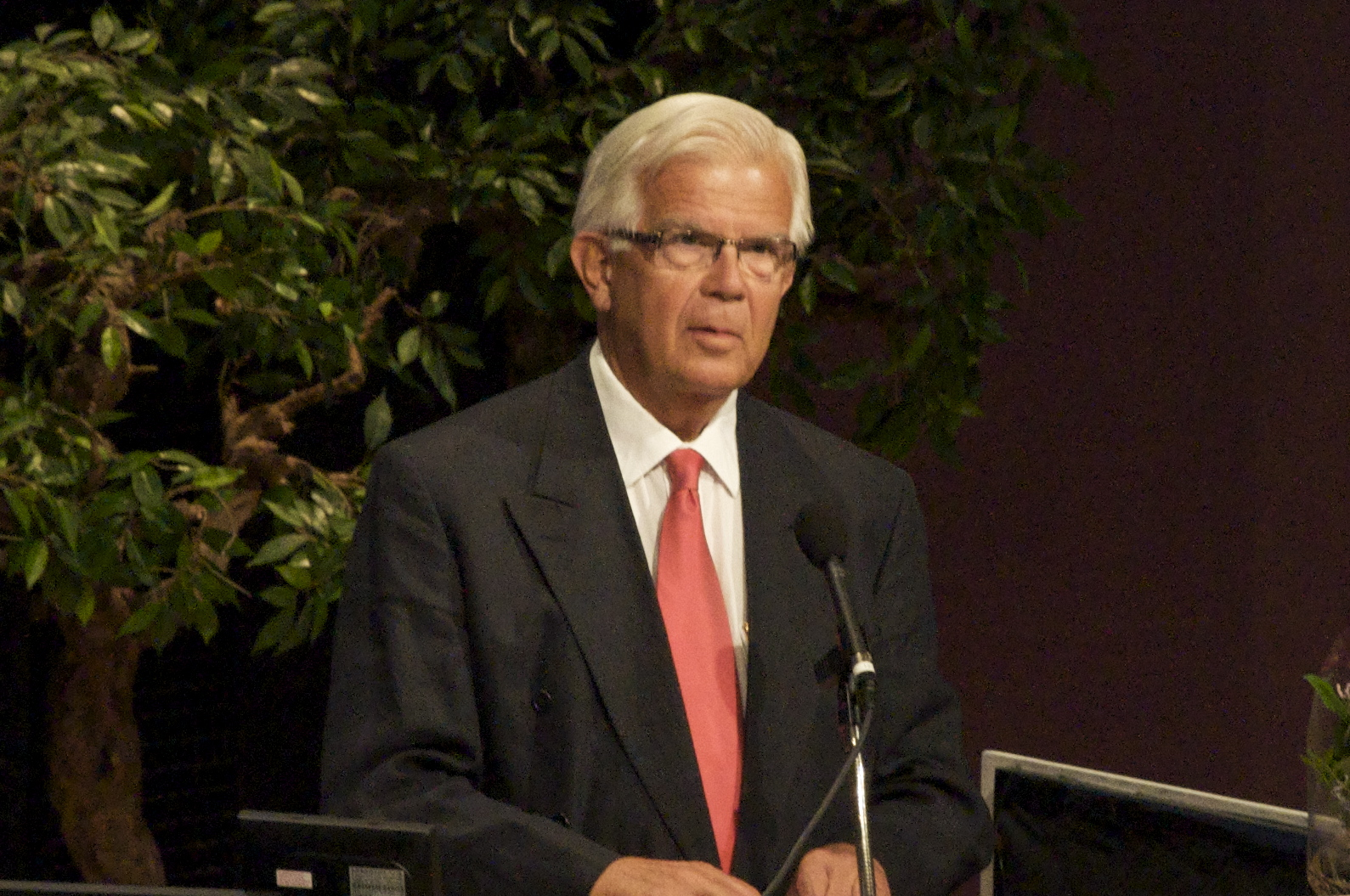
Eminence grise van de KD, Alf Svensson in 2009.

In 1964 worden discussies gevoerd over de oprichting van de partij, onder andere in de krant Dagen en op een conferentie. Men kijkt over de grens naar Noorwegen en de Kristelig Folkeparti van dit land. Ook in Finland wil men een gelijkaardige partij oprichten. Op 20 maart van dat jaar is het dan zo ver: voortaan bestaat de Kristen Demokratisk Samling (KDS) ('Christendemocratische Unie'). Birger Ekstedt wordt tot eerste voorzitter verkozen. Op het einde van het jaar heeft de KDS al 14 500 leden.
De verkiezingen van 1964 leveren de KDS 1,8% van de stemmen op, onvoldoende voor een zetel in de Riksdag. Op het lokale niveau heeft de partij twee jaar later wel al ongeveer 350 zetels. De kiesdrempel van 4%, die in 1971 wordt ingesteld, maakt een doorbraak van de KDS er niet makkelijker op.
In 1972 overlijdt partijvoorzitter Ekstedt plots, vijf dagen na zijn herverkiezing. De voorzitter van de jongerenorganisatie, de relatief onbekende Alf Svensson, wordt de nieuwe leider en zal een van de belangrijkste namen in de Zweedse politiek worden. De partij blijft electoraal wel steeds onder de 2%. Daarbij komt nog dat de partij zich enkele jaren later niet als ‘rechts’ wil kwalificeren, terwijl de politieke tendens in het land wel rechts is. Men roept de kiezers op hun stem niet te verkwanselen en dus niet KDS te stemmen. De partij haalt slechts 1,4% van de stemmen dat jaar (1976).
In het begin van de jaren 1980 herziet de partij haar politiek manifest. Men stelt zich minder conservatief op tegen abortus, keert zich tegen kernenergie en gaat voor alternatieve energie. In 1982 weet de KDS voor het eerst meer dan 100 000 kiezers te bekoren (1,9% van de stemmen).
Al in de latere jaren 1970 wordt het idee voor electorale samenwerking met de Centerpartiet geopperd. Die komt er uiteindelijk pas bij de verkiezingen van 1985 onder de noemer Centern ('Het Centrum'). Hoewel de Centrumpartij zich niet aan alle gemaakte afspraken houdt, slaagt partijvoorzitter Alf Svensson er toch in de Riksdag binnen te komen.

### Doorbraak en eerste regeringsdeelname (1985-1996)

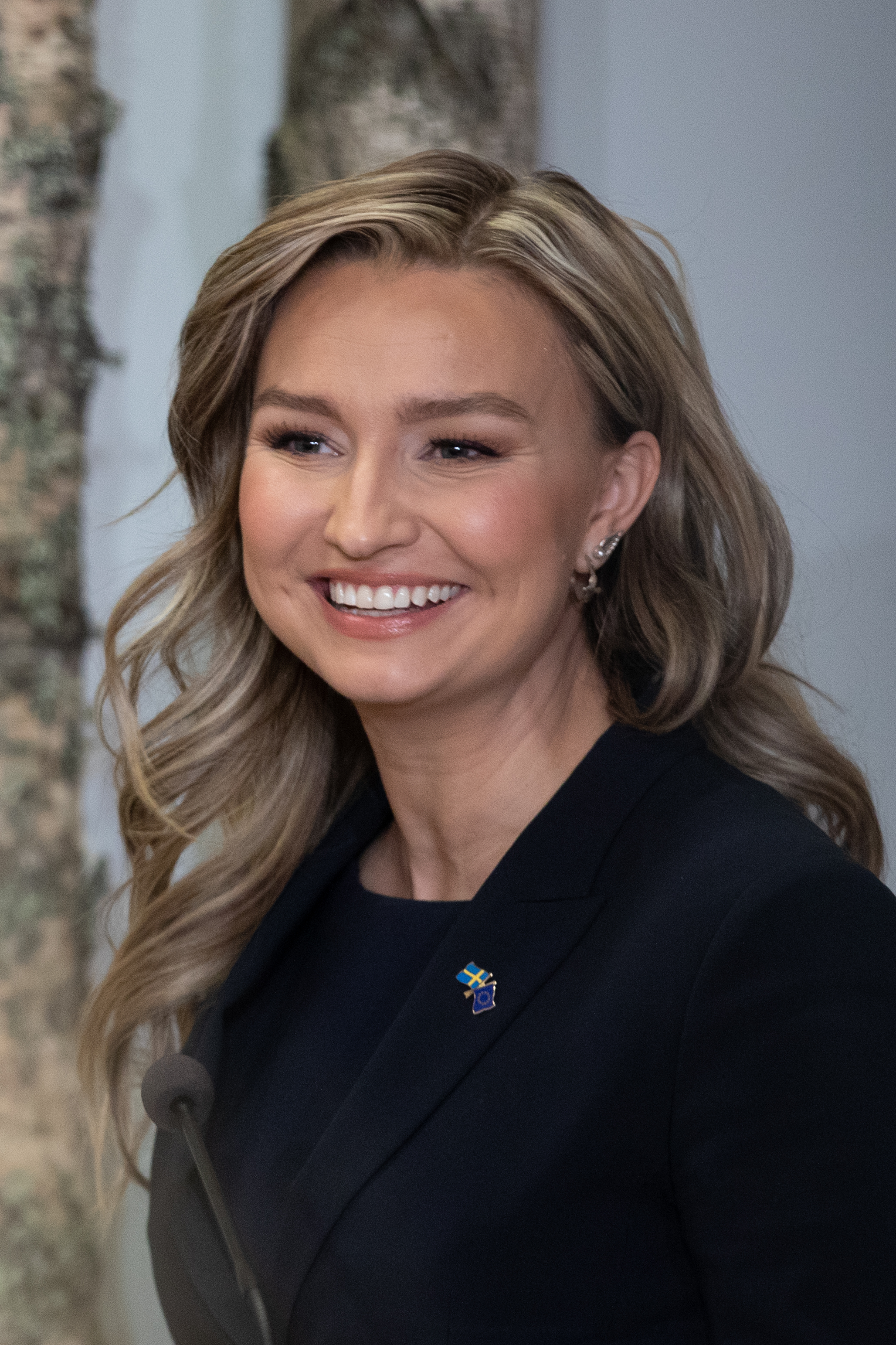
Partijvoorzitter Ebba Busch

In 1987 herziet de KDS niet alleen haar programma, maar ook haar naam: voortaan spreekt men van de Kristdemokratiska Samhällspartiet ('Christendemocratische Sociale Partij'), de afkorting blijft KDS. De samenwerking met de centristen is intussen verbroken, waardoor de partij met 2,8% van de stemmen in 1988 nog steeds onder de kiesdrempel blijft. Alf Svensson moet het parlement verlaten, maar is intussen een erg populair politicus geworden. Bovendien wordt zijn partij nu overal erkend.
De verkiezingen van 1991 leveren winst voor centrumrechts, ook voor de christendemocraten. De partij behaalt ineens 7% van de stemmen. In de daaropvolgende centrumrechtse regering (onder leiding van premier Carl Bildt) levert de partij drie ministers, onder wie Svensson. Na de stembusgang van 1994 komt er aan deze regering een eind, maar de christendemocraten behouden genoeg stemmen om in het parlement blijven.

### Nieuwe naam, nieuwe successen, nieuwe voorzitter, nieuwe regeringsdeelnames (sinds 1996)
In 1996 nemen de christendemocraten hun huidige naam aan, simpelweg Kristdemokraterna (afgekort KD). In 1998 behaalt de KD haar beste resultaat ooit: 11% van de stemmen en de vierde partij van het land. In 2002 gaan 9 van de 42 zetels verloren, maar de KD blijft de op drie na grootste.
2004 wordt het jaar waarin de inmiddels befaamde voorzitter Alf Svensson na 31 jaar zijn positie afstaat aan zijn gedoodverfde opvolger Göran Hägglund. In 2005 heeft de partij meer dan 24.000 leden en is ze vertegenwoordigd in bijna elke regio en gemeente.
Bij de verkiezingen van 2006 maakt de KD, ondanks dat zij zelf opnieuw negen zetels verliest, deel uit van de winnende Alliansen. Onder leiding van Fredrik Reinfeldt (Moderaterna) wordt daarop een regering gevormd waarin de partij drie ministers mag leveren, onder wie oudgediende Mats Odell en voorzitter Göran Hägglund. In 2010 verliest de KD een procentpunt ten opzichte van 2006. Daarmee behaalt de partij nog 20 zetels, vijf minder dan bij de vorige stembusgang. De zittende regeringscoalitie kan desondanks worden voortgezet. Wanneer de partij in 2014 opnieuw een procentpunt moet inleveren en terugvalt naar 4,6% van de stemmen (16 zetels), belandt zij weer in de oppositie.
In 2015 treedt partijleider Hägglund af en wordt Ebba Busch verkozen tot zijn opvolger. Busch leidt de KD tijdens de verkiezingen van 2018 en slaagt erin om de partij voor het eerst sinds 1998 weer te laten groeien: de KD komt uit op 6,3% (22 zetels). Onder Busch schuiven de christendemocraten verder op naar rechts en pleiten zij onder meer voor strengere maatregelen rond migratie. Na de Zweedse verkiezingen van 2022, waarbij de partij enkele zetels verliest, formeert Busch (samen met Moderaterna, Liberalerna en gedoogpartner Sverigedemokraterna) een nieuwe regering. Deze staat onder leiding van premier Ulf Kristersson.

### Europese parlementsverkiezingen
De Kristdemokraterna is sinds 1999 vertegenwoordigd in het Europees Parlement. In de periode 1999–2004 had de partij twee zetels, daarna tot 2019 slechts een. Bij de Europese verkiezingen van 2019 behaalde de KD opnieuw twee zetels. Bekende Europarlementariërs namens de partij waren onder meer Anders Wijkman (1999–2009) en oud-partijleider Alf Svensson (2009–2014).

## Ideologie

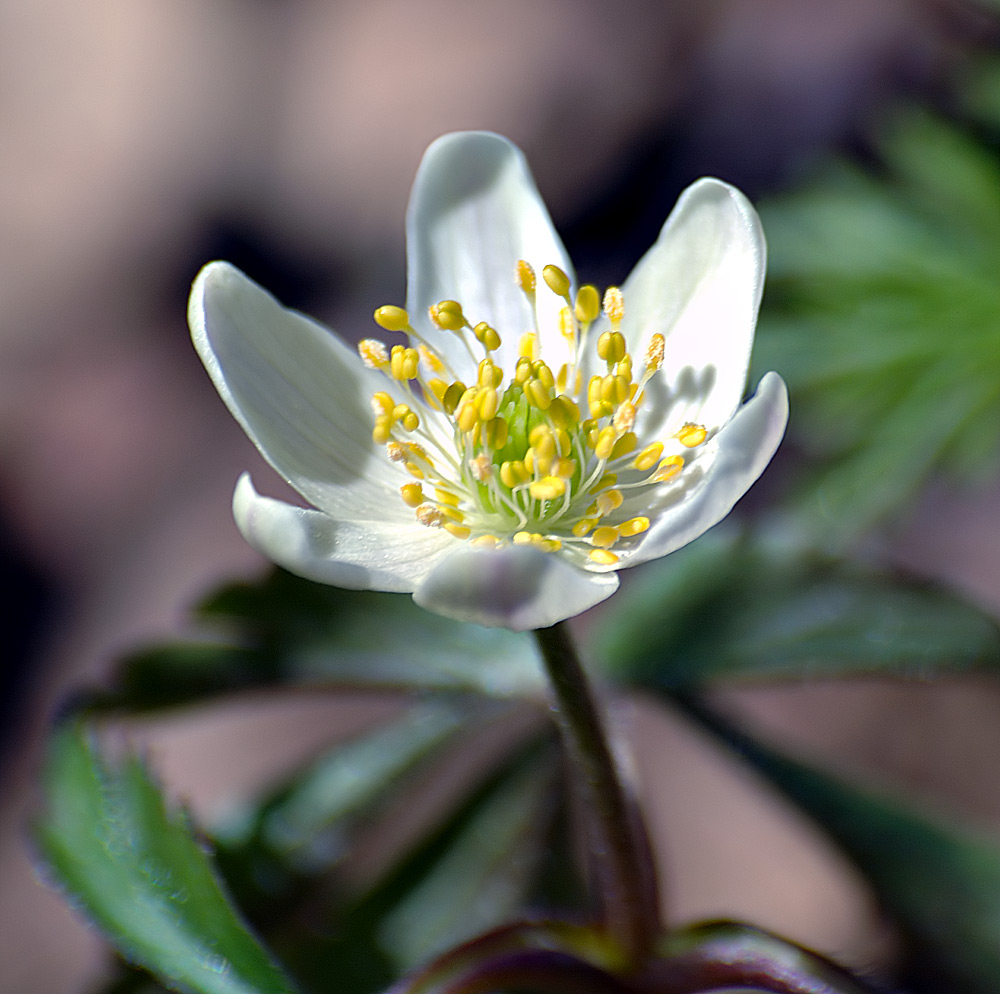
Als symbool heeft de KD een bosanemoon verwerkt in haar logo.

Ideologisch is de KD een (centrum)rechtse christendemocratische partij. De economische politiek komt nog het meest overeen met een economisch liberale of neoliberale visie. Daarom is weleens gesteld dat de partij een “neoliberalisme met een menselijk gelaat” voorstaat. In haar beginjaren, toen er nog geen groene partij bestond, legde de partij bovendien een sterke klemtoon op het milieu.
De vier meest belangrijke punten voor de partij zijn de volgende:
- een verbetering van de ouderenzorg;
- keuzevrijheid voor ouders bij het kiezen van een kinderdagverblijf;
- de reglementering voor bedrijven soepeler maken
- en belastingsvermindering om een groei te creëren en werkloosheid te bestrijden.

## Partijleiders
- Birger Ekstedt (1964–1972)
- Alf Svensson (1973–2004)
- Göran Hägglund (2004–2015)
- Ebba Busch (sinds 2015)